# My Happy Ending
"My Happy Ending" je pjesma Avril Lavigne s njezina drugog studijskog album Under My Skin iz 2004. godine. Producirali su je Lavigne i Butch Walker. Pjesma je objavljena kao drugi međunarodni singl s albuma, a time je postao jedan od njezinih najvećih hitova. Pjesma se bolje plasirala od "Don't Tell Me" koji je bio prvi singl s albuma. U Ujedinjenom Kraljevstvu našla se u top 5, u SAD-u se smjestila na broju devet, dok se u Meksiku našla na vrhu ljestvice. RIAA je pjesmi "My Happy Ending" u siječnju 2005. godine dodijelila platinastu nakladu, i s time je to postao njezin drugi singl nakon "Complicated" koji je u SAD-u dobio platinastu nakladu. U pjesmi se nalazi riječ "shit" (sranje), koja je otvorila diskusiju. Ta pjesma je bila vrlo popularna na Disney Radiu, i zbog velike zaintresiranosti Disney Radio je zamijenio riječ 'shit' nekim drugim riječima.

## Uspjeh pjesme
U Americi je pjesma "My Happy Ending" najprodavaniji singl s njenog albuma Under My Skin. U SAD-u se plasirala na 9. poziciji i pritom dobila platinastu certifikaciju od RIAA-e. U Kanadi se pjesma plasirala kao i prijašnji singl, "Don't Tell Me", na 11. poziciji. U Ujedinjenom Kraljevstvu se pjesma plasirala na 5. poziciji, u ostatku Europe pjesma nije bila toliko uspješna, ali se većinom plasirala u najboljih 20 singlova na ljestvicama. Na australskoj ljestvici se pjesma plasirala na 6. poziciji i dobila zlatnu certifikaciju od ARIA-e s prodanih 35 000 primjeraka.

## Popis pjesama
| Japanski CD 1. "My Happy Ending" (radio verzija) 2. "My Happy Ending" (radio verzija) 3. "Don't Tell Me" (akustična verzija) Britanski CD singl 2 1. "My Happy Ending" 2. "My Happy Ending" (akustična verzija) 3. "Take Me Away" (akustična verzija) 4. "My Happy Ending" (video) Njemački i tajvanski CD singl 1. "My Happy Ending" (albumska verzija) 2. "My Happy Ending" (akustična verzija) 3. "Take Me Away" (akustična verzija) 4. "Take It" (pjesma koja nije izašla) 5. "My Happy Ending" (video) | Australski CD singl 1. "My Happy Ending" ("čista" verzija - bez prostačenja) 2. "My Happy Ending" (akustična vezija) 3. "Take Me Away" (akustična vezija) 4. "Take It" (pjesma koja nije izašla) Britanski CD singl 1 / francuski singl 1. "My Happy Ending" (albumska verzija) 2. "Take It" (pjesma koja nije izašla) Američki promo CD 1. "My Happy Ending" (radio verzija) - 4:02 2. "My Happy Ending" (albumska verzija) - 4:02 3. "My Happy Ending" (Callout Hook) - 0:10 Britanski promo CD 1. "My Happy Ending" (albumska verzija) 2. "My Happy Ending" (radio verzija) |

## Ljestvice
| Ljestvice (2004.)      | Najviša pozicija |
| ---------------------- | ---------------- |
| Australija             | 6                |
| Austrija               | 8                |
| Belgija (Flandrija)    | 30               |
| Belgija (Valonija)     | 30               |
| Češka                  | 76               |
| Danska                 | 12               |
| Francuska              | 39               |
| Irska                  | 7                |
| Italija                | 7                |
| Kanada                 | 11               |
| Koreja                 | 1                |
| Nizozemska             | 13               |
| Norveška               | 6                |
| Njemačka               | 17               |
| Rusija                 | 57               |
| SAD ARC Weekly Top 40  | 1                |
| SAD Billboard Hot 100  | 9                |
| Španjolska             | 6                |
| Švedska                | 11               |
| Švicarska              | 23               |
| Ujedinjeno Kraljevstvo | 5                |

| Država     | Certifikacija | Prodaja   |
| ---------- | ------------- | --------- |
| Australija | zlatna        | 35.000    |
| Brazil     | platinasta    | 100.000   |
| SAD        | platinasta    | 1.000.000 |

## Povijest objavljivanja
| Država                 | Datum             |
| ---------------------- | ----------------- |
| Japan                  | 7. srpnja 2004.   |
| Njemačka               | 19. srpnja 2004.  |
| Ujedinjeno Kraljevstvo | 2. kolovoza 2004. |
| Kanada                 | 3. kolovoza 2004. |
| SAD                    | 14. rujna 2004.   |
| Francuska              | 2. studenog 2004. |